# João Pedro de Andrade
João Pedro de Andrade (Ponte de Sor, 13 de Março de 1902 – Lisboa, 13 de Fevereiro de 1974) foi um dramaturgo, novelista, crítico literário e teatral, ensaísta e tradutor português. Ao longo da sua vida de dramaturgo, escreveu 20 peças, algumas ainda inéditas. Foi ainda autor de uma novela, de contos, mas a sua actividade literária incidiu principalmente na ensaística sobre poesia, literatura e teatro e na crítica literária e teatral. A objectividade e independência dos seus juízos, a seriedade dos seus propósitos, garantiram-lhe um lugar de relevo no actual panorama das nossas letras.

## Biografia
Nasceu em Ponte de Sor a 13 de Março de 1902, filho de José Pedro da Conceição, oficial de diligências, natural de Silves, Algarve, e de Rufina Freire de Andrade, natural de Ponte de Sor. Recebeu o nome de João Pedro da Conceição, tendo mais tarde requerido a alteração para João Pedro Freire de Andrade. Adoptou o nome literário de João Pedro de Andrade. O pai, escrivão da Câmara, morreu cedo e João Pedro de Andrade veio para Lisboa aos 12 anos de idade com a mãe e cinco das irmãs.
Sem nunca ter cortado a ligação à sua terra, onde de resto ficara o irmão mais velho, Primo Pedro da Conceição, editor e pai do escritor Garibaldino de Andrade, que em Angola fundou com Leonel Cosme a Imbondeiro, o primeiro grande projecto editorial angolano, foi ali que iniciou as suas lides literárias, colaborando no jornal da família A Mocidade, de 1926 a 1940, data em que a Censura o encerraria. Para além do seu primeiro poema, Beatrice, publicado na Trova Popular, em 1921, é aí que surgem as suas raras experiências poéticas, como O Fogo e a Água. Mais tarde, depois de extinto aquele jornal, colabora fugazmente no Ecos do Sor2.
Em 1923, com 20 anos, edita o seu primeiro livro de poesia, Castelos, com prefácio de Manuel Ribeiro. 
Até 1937 a sua poesia aparece regularmente em jornais tais como Diário de Lisboa, Seara Nova, Sol Nascente, Ecos do Sul, Mundo Teatral, A Hora, etc.5
Muito novo, arranja o seu primeiro emprego, como paquete no jornal O Século. Estuda à noite e tira o curso de contabilidade no Instituto Comercial de Lisboa, o que lhe garante a carreira profissional de guarda-livros, aparentemente inconciliável com a sua vocação literária, mas a mesma que tivera Fernando Pessoa, Antunes da Silva, Faure da Rosa, Mário Domingues, entre outros. Era nos tempos livres que se dedicava às actividades literárias, o que nem sempre foi fácil de compatibilizar5. Chega, muito mais tarde, a chefe de contabilidade na então importante companhia Amoníaco Português. Mas a sua formação e grande erudição são essencialmente autodidactas2.
Com 21 anos vai morar para Santiago do Cacém, onde casa, em 1934, com Alda Gonçalves, professora de instrução primária, de quem tem duas filhas e um filho. Permanece em Santiago do Cacém até aos 41 anos.
Por denúncia infundada, motivada por uma vingança, é preso em 1936 pela Polícia de Vigilância e Defesa do Estado, sendo libertado, sem qualquer acusação formada, no ano seguinte4.
Regressa a Lisboa, com a família, em 19434.
Durante a sua longa estadia em Santiago de Cacém, começa a colaborar na imprensa local e em publicações culturais, tendo feito amizade com Armando Ventura Ferreira e Manuel da Fonseca, amizade esta que duraria por toda a vida. É dessa altura também a sólida amizade com Francisco Luís Amaro, de início unicamente epistolar5. Em 1925 envia a sua primeira peça (hoje perdida, A Noite Negra, em três actos) à crítica de inéditos do suplemento Notícias Teatral, do Diário de Notícias, a qual mereceu palavras de estímulo. No mesmo ano escreve a primeira versão da a peça O Lobo e o Homem (hoje igualmente perdida), , mais tarde refundida1 2.
Depois de ter colaborado em numerosos jornais da província, mantém, na última fase do semanário O Diabo, em 1939/40, uma secção de crítica literária, que havia de fixar a sua actividade mais marcante, sem embargo de igualmente se sentir atraído para a crítica teatral, que exerce com intermitências. Nos dois géneros, é extensa a colaboração que espalha por muitas publicações, entre as quais Seara Nova, de que foi colaborador efectivo durante muitos anos, e Diário de Lisboa, onde teve a seu cargo a secção de crítica literária em 1946/47.
No último número da “presença”, datado de Fevereiro de 1940, José Régio apresentava “um comediógrafo desconhecido”: João Pedro de Andrade, de quem, no número anterior (Novembro de [[1939), a folha de arte e crítica havia publicado uma peça em um acto, Continuação da Comédia. E no ano seguinte, um volume de teatro reunia duas peças inéditas deste autor, Transviados e Uma Só Vez na Vida, acompanhadas de um estudo crítico de Régio, que louvava a “naturalidade e qualidade literária do diálogo, finura de observação psicológica, segurança dos recursos técnicos, interesse dos motivos” por todas essas peças evidenciados2.
Já então a bagagem dramatúrgica de João Pedro de Andrade compreendia cinco peças de extensão normal (O Lobo e o Homem, 1.ª versão, hoje perdida, de 1925, refundida em 1947; A Ave Branca, 1927; A Glória dos Césares e Eva e sua Filha, 1933; Adolescente, 1935) e duas num acto (A Outra Face da Vida, representada por amadores em 1934, e Cegos, representada em 1937 no Conservatório Nacional, por alunos de Araújo Pereira, com quem o autor havia participado na breve aventura do “Teatro Juvénia”). À excepção da última, todas as restantes permaneceram inéditas durante a vida do autor, como, de entre as que se lhes seguiram, Quatro Ventos (1945), Maré Alta (1947, destinada ao “Teatro-Estúdio do Salitre”, mas impedida pela censura de estrear-se) e Barro Humano (1948). O seu teatro compreende ainda duas peças num acto, O Saudoso Extinto (incluída no 2.° espectáculo do “Estúdio do Salitre” em 1947) e A Inimiga dos Homens (representada por amadores em 1951) e uma outra em quatro actos, O Diabo e o Frade, editada em 1963 (Prémio Almeida Garrett do Concurso Literário de Sá da Bandeira)3, que documenta a faceta menos original do seu autor, cujo modernismo é amiúde travado, e nesta última comédia especialmente, por uma invencível fidelidade às estruturas cénicas naturalistas7.
Além das citadas, permanecem inéditas e nunca foram representadas as peças A Aventura dum Grande Actor (1950) e Os que Hão-de Vir (1951)1. A primeira, em três actos e um quadro, inspirada numa novela de Serge Basset, foi concebida expressamente para ser interpretada por João Villaret5.
É na Continuação da Comédia que o matiz modernista da obra de João Pedro de Andrade melhor transparece. Este breve diálogo entre um autor dramático e as suas personagens, que se emancipam da sua tutela e reivindicam o direito de viver uma vida própria, fora aliás escrito em 1931 – o ano em que Pirandello visitou Portugal, por ocasião de um Congresso Internacional dos Críticos de Teatro, e aqui assistiu à criação mundial da sua peça Um Sonho... ou Talvez Não, que no palco do Nacional teve Amélia Rey Colaço e Samwell Dinis como seus primeiros intérpretes. O acto de João Pedro de Andrade constitui, assim, o testemunho primigénio (se descontarmos uma inócua fantasia que Leitão de Barros escreveu em 1925, intitulada Um Actor à Volta de Seis Papéis) da influência do autor das Seis Personagens no teatro português, que tão acentuadamente se faria sentir mais tarde, com o movimento experimentalista dos anos 40. Nas suas peças restantes, a indagação psicologística e a crítica social, que nunca é programática, e sim humano protesto contra as imperfeições do mundo, interpenetram-se, atingindo por vezes, como em O Lobo e o Homem, Transviados e Maré Alta, momentos de intensa dramaticidade que mais realçam a injustiça do silêncio que à sua volta se formou – com a ajuda da censura[3].
O teatro de J. P. de Andrade procura ainda um compromisso entre as estruturas cénicas do naturalismo e as conquistas formais do modernismo.
Sobre a sua obra teatral escrevia José Régio, “tão exigente sempre em relação aos contemporâneos”, citando Luís Amaro: “Naturalidade e qualidade literária do diálogo, finura de observação psicológica, segurança dos recursos técnicos, interesse dos motivos” (presença, série II, n.º 2, 1940). Ou ainda, no Posfácio a Teatro I – Transviados/Uma Só Vez na Vida, 1941: “Na atmosfera intelectual como na riqueza psicológica – afigura-se-me que este comediógrafo necessitado de recorrer ao livro para se revelar ao público não tem rival entre os seus camaradas mais aplaudidos.”5
Outros testemunhos se poderiam juntar, como os de Luiz Francisco Rebello, “um dos dramaturgos mais representativos do modernismo entre nós”, ou, mais recentemente, de Duarte Ivo Cruz, “o que caracteriza o teatro de João Pedro de Andrade é essa capacidade de definição matricial a partir de uma disparidade de géneros, de ambientes e de linguagens, com uma aglutinação da própria visão existencial do Homem e dos seus problemas” (J.L., 21-8-2002) e de Ernesto Rodrigues de que, por ser extenso, citaremos o último parágrafo: “No império do palco muito teríamos a lucrar com as propostas deste novo dramaturgo” (leia-se “novo” entre aspas) in Cartaz do jornal Expresso, 19-5-20025.
A sua actividade de contista estende-se mais no tempo, inicia-se em 1926, no Domingo Ilustrado, com Torturados e cessa em 1964 com A Vida e a Morte de Anastácio Godinho, editado no Ecos da Forja.
Pelo meio ficaram mais de duas dezenas de contos espalhados pela revista Civilização, Trabalho e União, Renovação, O Diabo, A Batalha, etc. Em 1956 publicou a novela A Hora Secreta5.
Como crítico literário e teatral, concentra a sua actividade entre 1937 e 1958 em semanários, revistas e jornais diários. Embora a sua primeira colaboração conhecida seja n’A Trova Popular, de 1921-03-13 e n’A Mocidade (de Ponte de Sor) em 1926, onde colaborou até 1959, se bem que com interrupções, é no Sol Nascente, n’O Diabo, na Seara Nova, no Diário de Lisboa, no Diário Popular e no Comércio do Porto, que se concentra a maior parte das suas recensões críticas e ensaios. Alguns dos seus trabalhos publicados no último jornal citado foram inseridos nos três volumes de Estrada Larga – Antologia do suplemento Cultura e Arte daquele diário1 5. Da sua colaboração em jornais são de destacar os seus pequenos ensaios sobre Teatro no Comércio do Porto e sobre problemas literários no Diário Popular6.
Em 1942 publica, nos cadernos da Seara Nova, a conferência O Problema do Romance Português Contemporâneo, e é do mesmo ano o ensaio, integrado nos Cadernos Azuis da Livraria Latina, do Porto, A Poesia da Moderníssima Geração. Os dois opúsculos, mercê dos seus juízos independentes de interesses de escola ou grupo, suscitaram fartas polémicas e divergências de opiniões2 6 7.
Mais tarde publica, na série A Obra e o Homem, da Arcádia, um denso estudo sobre Raul Brandão5 6.
Colaborou ainda nas revistas Ler, Átomo e Europa, onde publicou em três partes, em números sucessivos, o Paradoxo Sobre o Dramaturgo, ensaio em forma de diálogo. As suas últimas colaborações foram no Colóquio/Letras, n.ºs 3 a 6, em 19721 5.
Seguiu de perto o percurso do neo-realismo e dos seus escritores, com simpatia mas com independência, apontando-lhe as potencialidades e os limites. José-Augusto França, ao convidar a autor a escrever uma estudo sobre o neo-realismo português a editar na Tetracórnio, justificou a sua escolha: “João Pedro de Andrade acompanhou desde o princípio o movimento “neo-realista” com uma simpatia crítica que nunca se sujeitou a conveniências estratégicas. Não sei de outra voz independente e simpatizantemente imparcial que pudesse dar a um estudo deste período o tom objectivo que se deseja.” (Tetracórnio, Fevereiro, 1955)5.
Foi membro (1959 - ), do júri do Prémio José Lins do Rego, criado pela editora Livros do Brasil.
Colaborou no Dicionário das Literaturas Portuguesa. Galega e Brasileira e no Dicionário do Teatro Português. Organizou a 3.ª Série de Os Melhores Contos Portugueses5 6.
De entre as muitas traduções que efectuou, terminou La Comédie Humaine pouco antes da sua morte5.
Em sua homenagem, a escola secundária de Ponte de Sor recebeu o nome de Escola Secundária João Pedro de Andrade e a biblioteca escolar da mesma cidade, Biblioteca João Pedro de Andrade.

## Obras

### Teatro
- A Ave Branca (4 actos – 1926/27) inédita;
- Cegos (1 acto – 1928), representada no Conservatório por alunos do professor Araújo Pereira em Julho de 1937, publicada na Colecção Imbondeiro em 1963 e, em tradução para o castelhano, no Suplemento Literário do jornal mexicano El Universal em 1964. Adaptação radiofónica difundida pela Emissora Nacional em 1935;
- A Outra Face da Vida (1 acto – 1929), representada por amadores na Sociedade Harmonia de Santiago de Cacém em 1934. Inédita como peça teatral, mas publicada na sua versão inicial de conto no jornal Renovação de 1-10-1931;
- Continuação da Comédia (1 acto – 1931) publicada na revista presença, ano XII, série II, n.º 1, Novembro de 1939, p. 10, no volume Teatro – II, Obras Completas, ed. Acontecimento, Lisboa, 1999, e na antologia Teatro Português de Luiz Francisco Rebello em 1961, excerto publicado em O Teatro Simbolista e Modernista (1890 – 1939), também de Luiz Francisco Rebello, Biblioteca Breve, vol. 40, Instituto de Cultura Portuguesa, Lisboa, 1979. Representada no Pátio das Comédias em 1948 e, numa versão radiofónica de Eduardo Jacques, na Emissora Nacional em 1973;
- Eva e sua Filha (3 actos – 1930/33), publicada no volume Teatro – III, Obras Completas, ed. Acontecimento, Lisboa, 2000;
- A Glória dos Césares (3 actos – 1926/33), publicada no volume Teatro – IV, Obras Completas, ed. Acontecimento, Lisboa, 2002;
- Transviados (3 actos – 1934) publicada juntamente com Uma só Vez na Vida no volume Teatro, com estudo crítico de José Régio, edição do autor, Lisboa, 1941;
- Adolescente (1 acto – 1935) peça radiofónica; foi adaptada pelo autor para o palco destinada a uma projectada representação que não se realizou por imposição da censura; inédita;
- O Saudoso Extinto (1 acto – 1935), publicada na revista Ver e Crer em 1945 e na colectânea Teatro Estúdio do Salitre Lisboa 50 Anos, Sociedade Portuguesa de Autores / Publicações Dom Quixote, Lisboa 1996. Representada no Teatro Estúdio do Salitre em 1947 e mais recentemente por grupos amadores, como o Teatro Popular de Carrapeços;
- Uma só Vez na Vida (3 actos – 1937) publicada juntamente com Transviados no volume Teatro, com um estudo crítico de José Régio, edição do autor, Lisboa, 1941;
- Quatro Ventos (3 actos – 1945), publicada no volume Teatro – I, Obras Completas, ed. Acontecimento, Lisboa, 1998;
- O Lobo e o Homem (3 actos – 1925/47), publicada no volume Teatro – IV, Obras Completas, ed. Acontecimento, Lisboa, 2002;
- Maré Alta (3 quadros – 1947), publicada no volume Teatro – I, Obras Completas, ed. Acontecimento, Lisboa, 1998, chegou a ser ensaiada no Teatro Estúdio do Salitre em 1947, mas foi cortada pela censura. Foi finalmente estreada em 2003 no Teatro do Semeador, de Portalegre;
- Barro Humano (3 actos – 1948), publicada no volume Teatro – II, Obras Completas, ed. Acontecimento, Lisboa, 1999;
- A Inimiga dos Homens (1 acto – 1948), publicada pelas Publicações Imbondeiro, precedida da novela A Hora Secreta, Sá da Bandeira, Angola, republicada no volume Teatro – III, Obras Completas, ed. Acontecimento, Lisboa, 2000, e, em tradução para o castelhano, no Suplemento Literário do jornal mexicano El Universal em 1964. Representada na Sociedade de Instrução Guilherme Cossoul em 1951 e na RTP2, com realização de Jaime Campos, em 1988;
- O Diabo e o Frade (3 actos – 1950), publicada na colecção Catavento / Livro de Bolso da Editora Minerva, Lisboa, 1963;
- A Aventura dum Grande Actor (3 actos e 1 quadro – 1950) inspirada numa novela de Serge Basset, inédita;
- Os Que Hão-de Vir (1 acto – 1951) inédita;
- Vida Transitória (2 quadros – 1957), manuscrito incompleto;
- Um país glorioso (1963), manuscrito incompleto.

### Novela e conto
- A Hora Secreta, 1942, Editorial Organizações, Lda., Lisboa; Colecção Novela; O Livro de Bolso Imbondeiro, Sá da Bandeira, Angola, 1956;
- A Inimiga dos Homens, in jornal A Mocidade, n.º 152, 1932; versão em conto que viria a dar origem, em 1948, à peça do mesmo nome.

### Ensaio, crítica
- A Comédia – O Teatro que Ri, ed. Acontecimento, Lisboa, 1993;
- O Problema do Romance Português Contemporâneo, Cadernos Seara Nova, Lisboa, 1942,  reproduz uma conferência proferida na Voz do Operário, a 8 de Junho de 1942;
- A Poesia da Moderníssima Geração – Génese duma Atitude Poética, Cadernos Azuis, Livraria Latina, Porto, 1943;
- Sobre Tolstoi, prefácio da edição portuguesa do romance [[Guerra e Paz, ed. Minerva, Lisboa, 1943 / 1963;
- Ambições e Limites do Neo-Realismo Português, Tetracórnio: Antologia de Inéditos de Autores Portugueses, Lisboa, 1955, e Obras Completas, ed. Acontecimento, Lisboa, 2002;
- Neo-realismo, in Dicionário das Literaturas Portuguesa, Brasileira e Galega, direcção de Jacinto do Prado Coelho, 3.ª Ed., Livraria Figueirinhas, Porto, 1973;
- Intenções e realizações dapresença na Prosa de Ficção, in O Comércio do Porto, de 1956-04-24, reimpr. Estrada Larga, vol. I, Porto, 1958, e em Obras completas, ed Acontecimento, 2003;
- Reflexões sobre o Teatro Português, Introdução e ordenação dos textos de Maria Helena Serôdio, Obras completas, ed. Acontecimento, Lisboa, 2004;
- O Homem e o Escritor, in In Memoriam de José Régio, ed. Brasília, p 289, 1970;
- Alguns Momentos da Nossa Dramaturgia, textos publicados no Comércio do Porto e compilados em Estrada Larga II, 1952;
- Sobre as possíveis causas da crise mundial de teatro, in Seara Nova;
- Colaboração na revista Estrada Larga, orientação e organização de Costa Barreto: I: Garrett, dramaturgo; Intenções e Realizações da Presença na Prosa de Ficção; II: D. João da Câmara; visto no nosso tempo; Meio século de dramaturgia nos palcos portugueses; Alguns Momentos da Nossa Dramaturgia; Teatro para o público; Época teatral em Lisboa; III: Um dramaturgo ilusionista: Alejandro Casona; Realidade e fantasia ou as duas faces da verdade na obra de Antonio Buero Vallejo;
- Colaboração no Dicionário de Literatura – Literatura Portuguesa, Literatura Brasileira, Literatura Galega, Estilística Literária, direcção de Jacinto do Prado Coelho, Livraria Figueirinhas, Porto, 1969: Adolescência, António Botto, Ferreira de Castro, Crónica, Infância, Irene Lisboa, Samuel Maia, Malhadinhas, Neo-Realismo, Novo Cancioneiro, António Correia de Oliveira, Psicologismo, Aquilino Ribeiro, Seara Nova, A Selva, Castro Soromenho, Távola Redonda, Terras do Demo, Ultramar na literatura portuguesa;

`* Colaboração dispersa no jornal A Mocidade (1926 – 1940), no quinzenário Sol Nascente (1937 – 1938), na secção de crítica literária de O Diabo (1939 – 1940), nas rubricas “Livros” e “Teatro” da Seara Nova (1940 – 1950), na secção de crítica literária do Diário de Lisboa (1946 – 1947), na secção de crítica literária do Diário Popular (1954 – 1958), ensaios sobre teatro no Comércio do Porto (1951 – 1962).

### Antologia
- Os Melhores Contos Portugueses, 3.ª série, selecção, prefácio e notas de J.P.A., colecção Antologias Universais, Portugália Editora, Lisboa, 1959, reeditado em 1965.

### Biografia
- Raul Brandão – A Obra e o Homem, 1963, ed. Arcádia, Lisboa, 1963, reeditado em Obras Completas, e ed. Acontecimento, Lisboa, 2002.

### Poesia
- Castelos, com prefácio de Manuel Ribeiro, Minerva Lisbonense, Lisboa, 1923;
- Poemas dispersos em diversas publicações.

### Traduções
- A Ciganita, de Miguel de Cervantes, Biblioteca de Algibeira, Portugália, Lisboa, 19-;
- Guerra e Paz, de Leão Tolstoi, estudo biográfico de J. P. A., ed. Minerva, Lisboa, 1943;
- O Convento, de Pío Baroja, Biblioteca de Algibeira, Portugália, Lisboa, 1944;
- Maria Chapdelaine, (em colaboração com Alda de Andrade) de Louis Hémon, Ed. Minerva, Lisboa, 1946.
- Estado de Sítio, de Albert Camus, Livros do Brasil, Lisboa, 1949;
- Isabel, de André Gide, Editorial Estúdios Cor, Colecção Latitude, Lisboa, 1958;
- O Anão, de Pär Lagerkvist, Editorial Estúdios Cor, Lisboa, 1958;
- História da Literatura Russa, de Ettore Gatto, prefácio e notas de J.P.A., História Ilustrada das Grandes Literaturas, Editorial Estúdios Cor, Lisboa, 1959;
- Madame Bovary, de Gustave Flaubert, Editorial Estúdios Cor, Lisboa, 1960;
- A Vida de Tolstoi, de Daniel Gillès, Editorial Estúdios Cor, Lisboa, 1962;
- A Ninfa e as Serpentes, de Marcel Aymé, prefácio de J. P. A., Editorial Estúdios Cor, Colecção Latitude, Lisboa, 1956, republicado pela mesma editora sob o novo título A Ninfa e a Cobiça, na Colecção Cor de Bolso, Lisboa, 1965;
- A Vida de Renoir, de Henri Pérruchot, Editorial Estúdios Cor, Lisboa, 1966;
- Os Carneiros de Fogo, de Pierre Gascar, Edição “Livros do Brasil”, Colecção Dois Mundos n.º 84, Lisboa, s/d;
- A Serva-Patroa (La Rabouilleuse) e outros volumes de A Comédia Humana, de Honoré de Balzac, Portugália Editora, Lisboa:
  - Lírio no Vale, 1967;
  - Úrsula Mirouët, 1968;
  - Cenas da Vida de Província, 1968;
  - Memórias de Duas Jovens Esposas;
- As Ligações Perigosas, de Chaderlos de Laclos, Unibolso, Editores Associados, Lisboa, 1970 (colaboração de Alfredo Amorim);
- Leone e os Outros, Claude Roy, Publicações Europa-América, Lisboa, 1971;
- As Delícias, de Jacques Laurent, Parceria A. M. Pereira, Lda., Lisboa, 1972;
- A Vida Quotidiana em Constantinopla no Tempo de Solimão, o Magnífico e dos Seus Sucessores, de Robert Mantran, Edição “Livros do Brasil”;
- A Vida Quotidiana dos Médicos no Tempo de Molière, François Millepierres, Edição “Livros do Brasil”;
- A Vida Quotidiana em Bizâncio no Século de Comnenos (1081 – 1180), de Gérard Walter, Edição “Livros do Brasil”;
- Poema de Polichinelos, de Julian Gustems, 1961, inédito;